# František Burian
František Burian (17. září 1881 Praha – 15. října 1965 Praha) byl český lékař. Je považován za zakladatele československé a za jednoho z průkopníků světové plastické chirurgie. Jeho zásluhou byla v ČR coby první zemi na světě plastická chirurgie v roce 1939 uznána jako samostatný medicínský obor. Burian inicioval vybudování pracovišť plastické chirurgie v Brně, Bratislavě a Košicích. František Burian mluvil anglicky, francouzsky, německy, italsky i latinsky a ve stáří se ještě učil rusky. Plastickou chirurgii v Československu dovedl na špičkovou úroveň, a to o generaci dříve než ve většině rozvinutých zemí.

## Životopis a profesní dráha

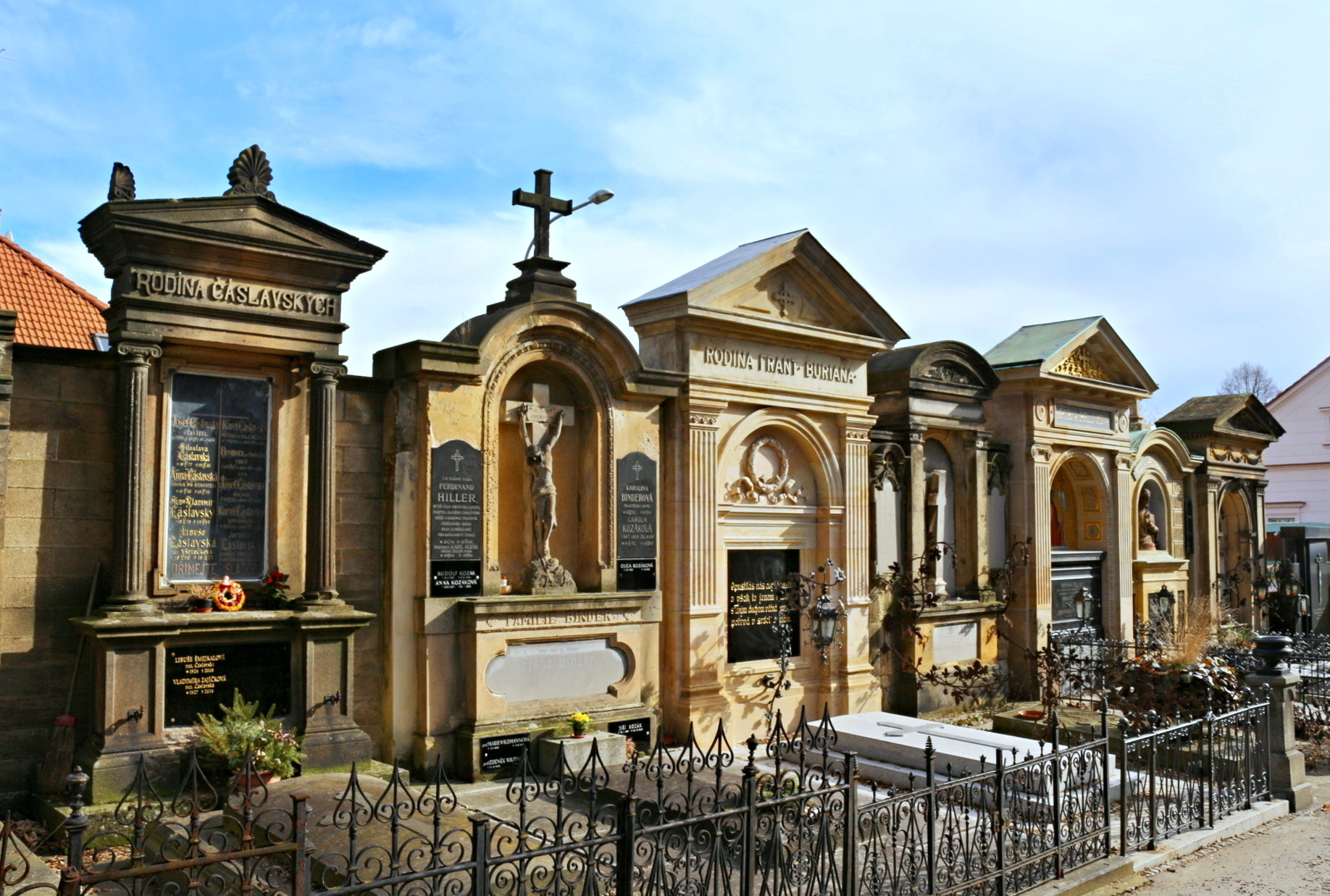
Hrobka rodiny Františka Buriana na hřbitově Malvazinky v Praze

František Burian se narodil v Praze na Malé Straně a studoval na Malostranském gymnáziu a maturoval v roce 1900. Lékařství studoval na pražské Lékařské fakultě Univerzity Karlovy. Promoval 6. dubna 1906 a získal titul MUDr. Již během studia na vysoké škole začal ztrácet sluch, čímž značně psychicky trpěl.
Pracoval pak jako asistent v patologicko-anatomickém ústavu, který vedl Jaroslav Hlava, a v dubnu 1908 přešel na chirurgickou kliniku, kde byl nejdříve demonstrátorem s ročním stipendiem 600 korun a poté dva roky neplaceným asistentem u profesora Kukuly.
V roce 1910 se oženil s MUDr. Annou Lankašovou, jednou z prvních v Čechách vystudovaných lékařek. V závěru října 1912 odjel do Bělehradu a později do Sofie (leden až září 1913), kde působil jako chirurg v balkánské válce a řídil velkou vojenskou nemocnici. Po návratu z Balkánu si v lednu 1914 zřídil soukromou praxi v domě ve Škrétově ulici v Praze, kde bydlel. V srpnu téhož roku byl povolán k vojsku. Rok a půl pak pracoval jako vedoucí chirurg pražské záložní vojenské nemocnice, umístěné v Rudolfinu. Stále experimentoval a vymýšlel nové způsoby léčby. Od roku 1916 byl šéflékařem vojenské nemocnice v Temešváru, další rok působil tamtéž jako konziliární chirurg VII. armádního sboru.
Po válce pracoval v pražské posádkové nemocnici. Na základě svých zkušeností válečného chirurga prosadil zřízení stanice plastické chirurgie v Jedličkově ústavu, ze které se v roce 1927 stal Ústav plastické chirurgie s 35 lůžky. Svou prací získal mezinárodní uznání a zasadil se o to, že v roce 1932 byla v Československu jako prvním státě na světě uznána plastická chirurgie za samostatný obor.
V roce 1937 byl jmenován mimořádným profesorem estetické chirurgie (přejmenováno na plastickou chirurgii) a přednostou Ústavu plastické chirurgie, který byl přestěhován do Fakultní nemocnice Královské Vinohrady. Ústav se v roce 1948 změnil na kliniku plastické chirurgie a František Burian se stal jejím přednostou. Byl jmenován řádným profesorem plastické chirurgie na Karlově univerzitě. V roce 1955, po jeho jmenování akademikem, byla zřízena výzkumná laboratoř, která umožňovala vědeckou a výzkumnou práci přímo spojit s klinicko-terapeutickou praxí. Ředitelem laboratoře plastické chirurgie ČSAV byl od roku 1955 až do konce života.
Věnoval se vrozeným vadám, zejména rozštěpům, ale i poraněním a popáleninám. Rozštěpy se staly jeho celoživotním koníčkem. Na toto téma publikoval více než dvě stě vědeckých prací, několik monografií (například Chirurgie rozštěpů nebo Atlas plastické chirurgie) a vysokoškolských skript.
Burian často přednášel v zahraničí a v roce 1937 mu bylo uděleno čestné členství chirurgické společnosti USA a nedlouho nato i členství Akademie věd USA. Byl pohřben v rodinné hrobce na hřbitově Malvazinky.

## Odkaz pro pacienty a lékaře
František Burian měl příkladný vztah k pacientům a velkou ohleduplnost k dětem.
Své lékaře učil, že plastický chirurg není nikdy dosti velký puntičkář a každý dílčí výkon operace musí být proveden s největší pozorností a přesností. Velký operatér je pouze ten, který dokáže provést s obrovským zaujetím a dobrým výsledkem tu největší i tu nejmenší operaci. Vštěpoval lékařům motto, že plastický chirurg nikdy nesmí být plně spokojen s dosaženým výsledkem, nýbrž že musí chtít být příště lepší. František Burian vždy zdůrazňoval, že práce plastického chirurga se nesmí omezovat na provedení operace, ale musí se starat o řádnou pooperační rehabilitaci pacienta. Plastický chirurg musí předávat nadšení pro spolupráci specialistům dalších lékařských oborů za účelem vytvoření efektivního léčebného týmu. To platí jak pro komplexní léčbu vrozených vad, zejména jeho oblíbených rozštěpů, ale i pro léčbu úrazů, nádorů a popálenin.
S nadějí se k němu upínali lidé s vrozenými vadami, lidé po úraze bez tváře i děti, pro které byl hodný starý pán. Pán, který neléčil jen vady na těle, ale především na duši.